# Голодомайстер

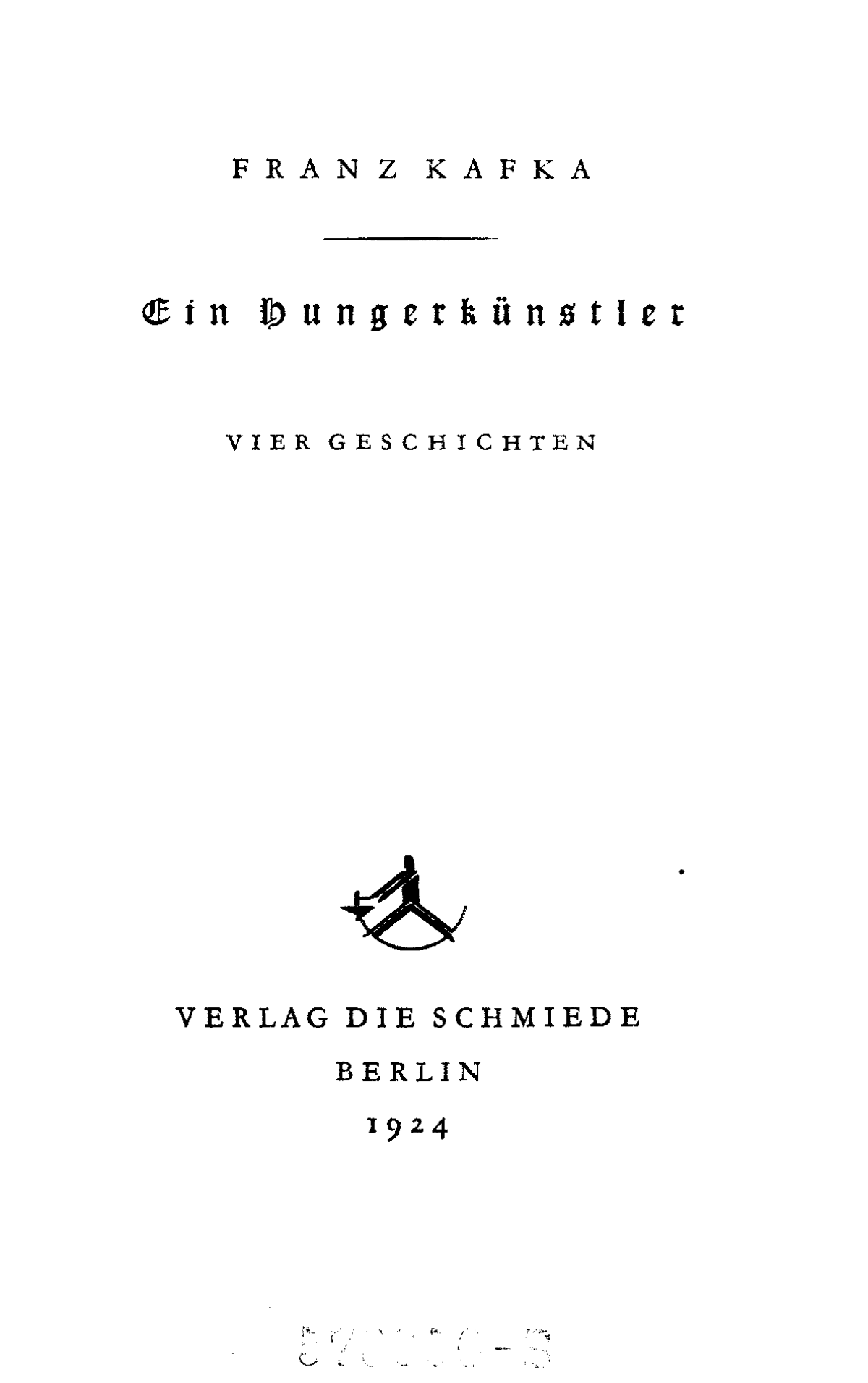
Титульна сторінка видання 1924 року «Ein Hungerkünstler»

«Голодомайстер» (нім. Ein Hungerkünstler) — оповідання Франца Кафки, вперше опубліковане Neue Rundschau в 1922 році. Оповідання також увійшло до однойменної збірки оповідань, останньої книги, яку Кафка підготував до друку, яка була видана видавництвом «Verlag Die Schmiede» невдовзі після його смерті. Головний герой оповідання, який публічно голодує тривалі періоди, переживає занепад популярності свого ремесла, типово кафкіанський герой — індивідуум, маргіналізований і віктимізований суспільством. Твір «Голодомайстер» торкається таких тем, як смерть, мистецтво, ізоляція, аскетизм, духовна бідність, марність, особисті невдачі та зіпсованість людських стосунків.

## Сюжет
Історія починається із загального опису голодомайстрів, перш ніж звузитися до одного виконавця, головного героя. Оповідач повертається на кілька десятиліть назад від «сьогоднішнього дня» до того часу, коли публіка захоплювалася ремеслом показного голодування, а потім показує згасання інтересу до таких вистав.
Головний герой їздив по містах, виступаючи перед допитливими глядачами. Він сидів у клітці, де не було нічого, крім годинника та соломи, і за ним завжди слідкували чергові команди спостерігачів, яких вибирала публіка (зазвичай три м'ясники), щоб переконатися, що він таємно не їсть. Попри такі запобіжні заходи, багато хто, у тому числі й деякі спостерігачі, були переконані, що голодувальник їх дурить. Такі підозри дратували голодамайстра, так само як і сорокаденний ліміт, накладений на його голодування його промоутером, або «імпресаріо». Імпресаріо був переконаний, що після сорока днів інтерес публіки до голодуючого неминуче знизиться, але голодомайстер вважав обмеження часу дратівливим і довільним, оскільки це заважало йому поліпшити свій власний рекорд. В кінці голодування голодамайстра під супровід театральних фанфар виносили з клітки та змушували їсти — його це обурювало. Ці виступи, за якими слідували перерви відновлення, повторювалися протягом багатьох років.
Всупереч своїй славі, голодомайстер відчував себе незадоволеним і незрозумілим. Якщо глядач, спостерігаючи за його явною меланхолією, намагався втішити його, він вибухав люттю, трясучи свою клітку. Імпресаріо карав його за це, вибачаючись перед глядачами, вказуючи на те, що дратівливість є наслідком голодування, а потім намагаючись спростувати хвастощі голодомайстра про те, що він може постити набагато довше, ніж йому дозволялося, показуючи його фотографії (які також були виставлені на продаж) в кінці попереднього посту. Таким чином, імпресаріо припускав, що такий настрій голодомайстра був викликаний через голодування, коли, на думку самого голодуючого, він перебував у депресії через передчасне припинення голодування. «Перекручення правди» від імпресаріо ще більше роздратовувало голодомайстра.
Потім, здавалося б, за одну ніч публічне голодування вийшло з моди. Голодомайстер пішов від імпресаріо і найнявся в цирк, де сподівався здійснити воістину грандіозні подвиги голодування. Йому дали клітку на околиці цирку, біля кліток для тварин. Хоч те місце було легкодоступним, натовпи проходили повз нього, мало хто звертав увагу на голодуючого, частково тому, що будь-які глядачі, які зупинялися, щоб подивитися на нього, створювали перешкоди в потоці людей, які прямували подивитися на тварин. Голодомайстер спочатку з нетерпінням чекав натовпів, але з часом він почав боятися їх, тому що вони означали лише шум і заворушення, а також нагадування про те, що його дні на сонці минули. Він відчував себе пригніченим звуками та запахами тварин, але не наважувався скаржитися.
Врешті-решт голодомайстер став повністю проігнорований публікою, настільки, що ніхто, навіть він сам, не рахував дні його голодування. Одного дня наглядачу здалося, що клітка порожня, і він здивувався, чому вона не використовується. Він і кілька його працівників понишпорили в брудній соломі та знайшли в ній голодомайстра, близького до смерті. Перед смертю він попросив вибачення і зізнався, що ним не можна захоплюватися, оскільки причина, по якій він голодував, полягала в тому, що він не міг знайти їжу до душі. Голодомайстра закопали разом із соломою з клітки та замінили його пантерою. Глядачі юрмилися навколо клітки цієї тварини, тому що вона отримувала радість від життя на відмінну від голодомастра, також їй приносили їжу, яка їй до вподоби.

## Тлумачення
Голодомайстер може розглядатися як символ художника найвищого ґатунку. Для художника мистецтво, яке суспільство сприймає як досягнення, є потребою, майже необхідністю, що відповідає його природі більше, ніж будь-що інше в його існуванні. Для голодомайстра голодування «найлегша річ у світі», яка має для нього терапевтичний характер. Те, що для інших було б суворим аскетизмом, для нього — цілком природний спосіб буття.
Ставлення голодомайстра до глядача амбівалентне. З одного боку, він насолоджується своєю популярністю і хоче, щоб глядачі його розуміли. З іншого боку, саме смак публіки спонукає імпресаріо встановити обмеження на 40 днів. Знайома проблема художника, який змушений пристосовуватися до світу мистецтва.
Голодомайстер стає повністю вільним лише тоді, коли публіка більше не звертає на нього уваги. Тут можна згадати самого Кафку, який багато своїх творів призначав не для читачів, а для знищення. Але якою жалюгідною фігурою зрештою він стає. Його радше утилізують, ніж поховають. Незадовго до смерті він відкриває таємницю свого голодування, а саме те, що він ніколи не знаходив їжі, яка йому була б до вподоби. Однак робітники не можуть цього зрозуміти та вважають його божевільним.
Невідповідність між голодомайстром і публікою виявляється не лише наприкінці його життя. Навіть у період його професійного розквіту між ним і людьми, які його оточували (імпресаріо, дві фрейліни, охорона), були напружені стосунки, що характеризувалися взаємним нерозумінням. Зокрема, детально описана несумісність з двома дамами. Тут ми бачимо митця, який, відірвавшись від усіх орієнтирів, хоче жити лише своїм мистецтвом і навіть погоджується на нелюдське життя заради нього.
Ця історія фанатичної амбіції, як і «Співачка Жозефіна, або мишачий народ», характеризується сильною іронією. З іронічним пафосом проголошується: «Спробуй комусь поясни, що таке вміння голодувати! Хто ніколи голоду не знав, тому й пояснити це не можна».
Голодомайстер символізує позбавлену радості людину, яка не демонструє ніякої життєрадісності та вважає навіть власну надзвичайну дисципліну несправжньою, а пантера, яка його замінює, вочевидь, покликана показати різкий контраст між ними двома. Принаймні одна з інтерпретацій полягає в тому, що через долю голодомастра Кафка виражає байдужість світу до його власних мистецьких амбіцій. Критик Мод Еллманн стверджує, що ми виживаємо не завдяки їжі, а завдяки поглядам інших, і «неможливо жити впроголодь, якщо нас не бачать або не показують, що ми це робимо».
Не менш іронічним є використання числа 40 для кількості днів голодування. Це число неодноразово згадується в Старому та Новому Завітах і також у зв'язку з голодом. Тут особливо чітко простежується розбіжність між претензією голодомайстра і реальністю, він хоче «перевершити себе до незбагненності».